# Чиндвін
Чиндвін (бірм. ချင်းတွင်းမြစ်, англ. Chindwin River) — річка у Південно-Східній Азії, протікає територією М'янми. Права притока Іраваді. Належить до водного басейну річки Іраваді → Андаманського моря.

## Географія
Річка бере свій початок на південно-західних схилах гір Кумоун (г. Пумехен, 1991 м), що у південно-східних відрогах Гімалаїв, у штаті Качин на висоті приблизно 1134 м над рівнем моря і носить назву Танай-Ка. Нижче відмітки 445 м — носить назву Танай, а після відмітки 346 м — Чиндвін. У верхній та середній течії протікає по звивистій залісненій долині, у нижній — в межах великої межигірської улоговини, де частина води використовується для зрошення. Протікає територією штату Качин і округами Сікайн та Магуе (М'янма), спочатку тече на північний-захід в долину Гукавнґ, потім переважно — на південь. Впадає у річку Іраваді з правого берега, трохи нижче міста М'їнгян, на висоті 55 м. Сама річка є однією з найбільших річок М'янми.
Довжина річки — 1207 км. Площа басейну — 114000 км². Середньорічний стік води понад 4000 м³/с. За цим показником вона займає 67-ме місце у світі. Повне падіння рівня русла річки, від витоку до гирла, становить 1079 м, що відповідає середньому похилу русла — 1,12 м/км.
Протягом 650 км від гирла до містечка Гомалайн є судноплавною, у посушливий період на ділянці в 400 км.

## Гідрологія
Живлення дощове, режим мусонний, з літньою повінню.
Середньорічна витрата води за період спостереження протягом неповних 10 років (1978–1988) на станції в місті Камті, у верхній течії річки (округ Сікайн), становила 2407 м³/с для водного басейну 27420 км², що відповідає всього 24 % від загальної площі басейну річки, яка становить 114000 км² і для цієї площі витрата води (в гирлі) становила понад 4000 м³/с. Величина прямого стоку в цілому по цій частині басейну становила — 2768 міліметри на рік, яка є доволі великим значенням, але є типовим для цих районів з рясними опадами.
За період спостереження встановлено, що мінімальний середньомісячний стік становив 290 м³/с (у квітні), що відповідає 3,5 % максимального середньомісячного стоку, який відбувається у липні місяці та становить майже — 8171 м³/с і вказує на дуже велику амплітуду сезонних коливань. За період спостереження, абсолютний мінімальний місячний стік (абсолютний мінімум) становив всього 17,0 м³/с (у лютому), а абсолютний максимальний місячний стік (абсолютний максимум) — 11804 м³/с (у липні).

## Притоки
Річка протягом всієї течії приймає десятки великих та малих річок, найбільші із них (від витоку до гирла): Кхамау (пр.), Таб'ї (пр.), Намб'ю (лів.), Таван (пр.), Таюн (пр.), Тасі (пр.), Тава (пр.), Тага (пр.), Тагум (лів.), Нам-Мо (лів.), Нампху (пр.), Нанталейк-Чаунг (пр.), Нам-Ве (пр.), Ую (лів.), Нам-Панга (пр.), Му-Чаунг (лів.), Йу (пр.), Кодан-Чаунг (лів.), Миїттга (пр.), Патолон-Чаунг (пр.).

## Галерея

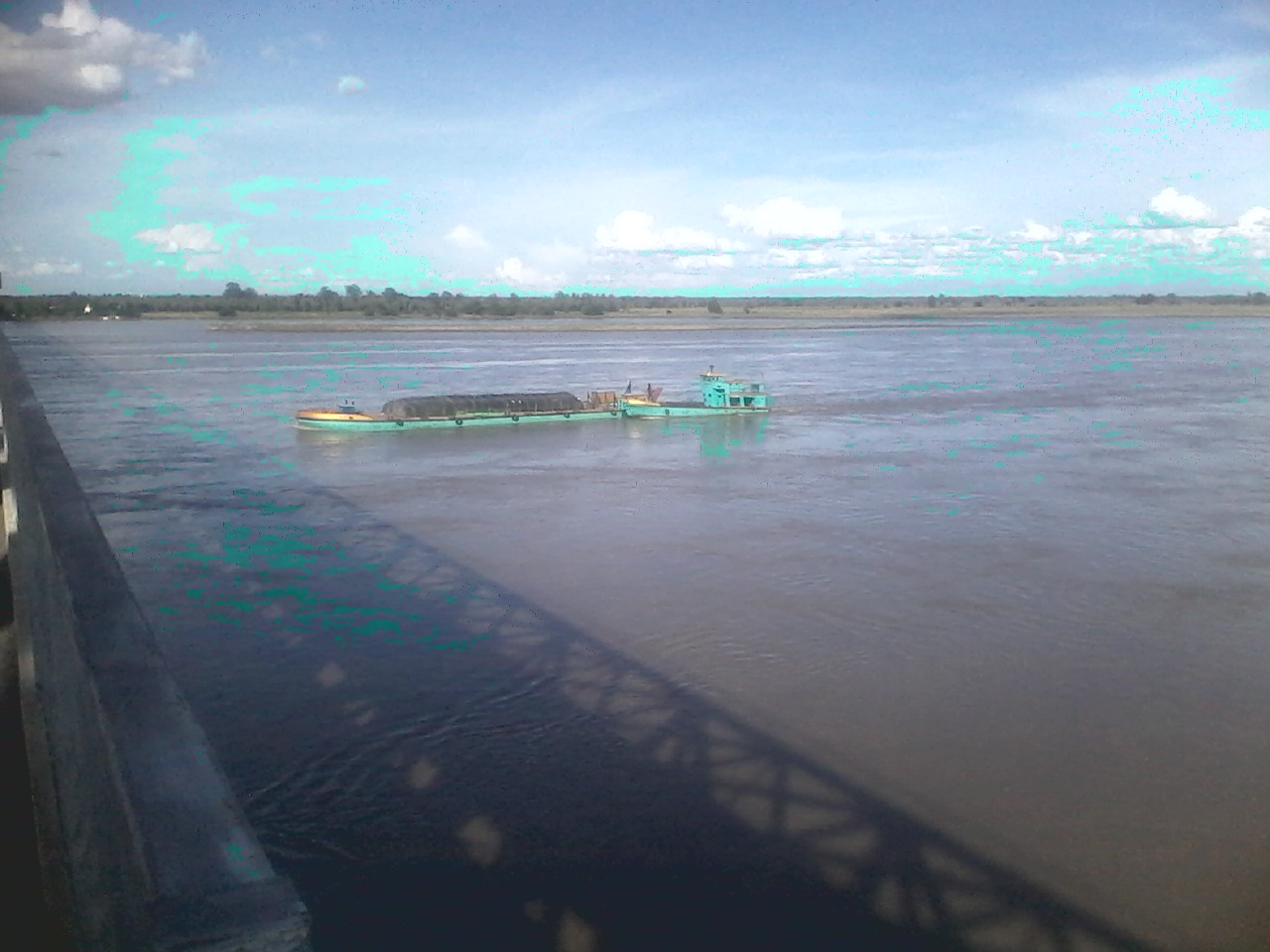
Міст Шин через річку Чиндвін
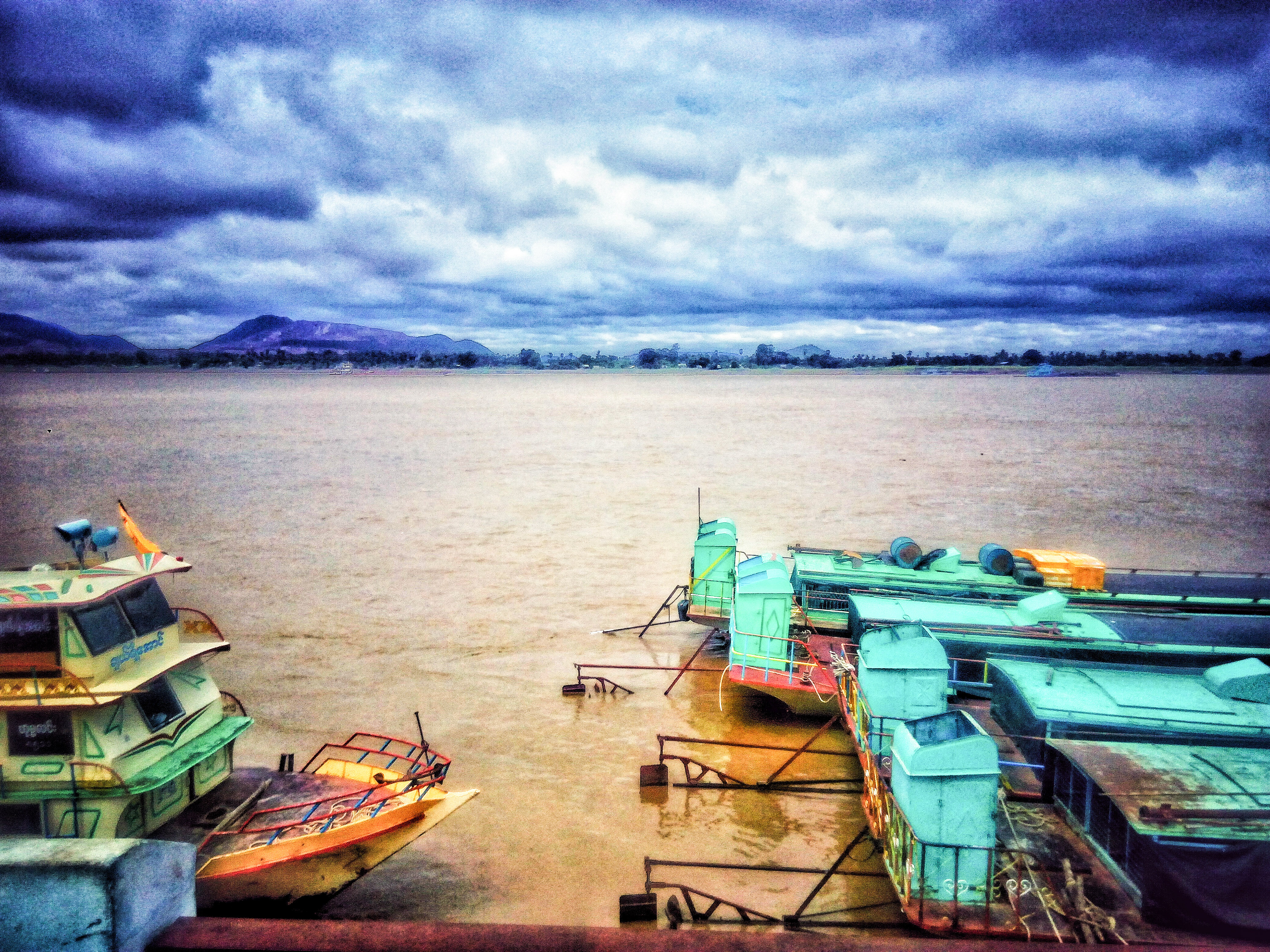
Човни на річці Чиндвін
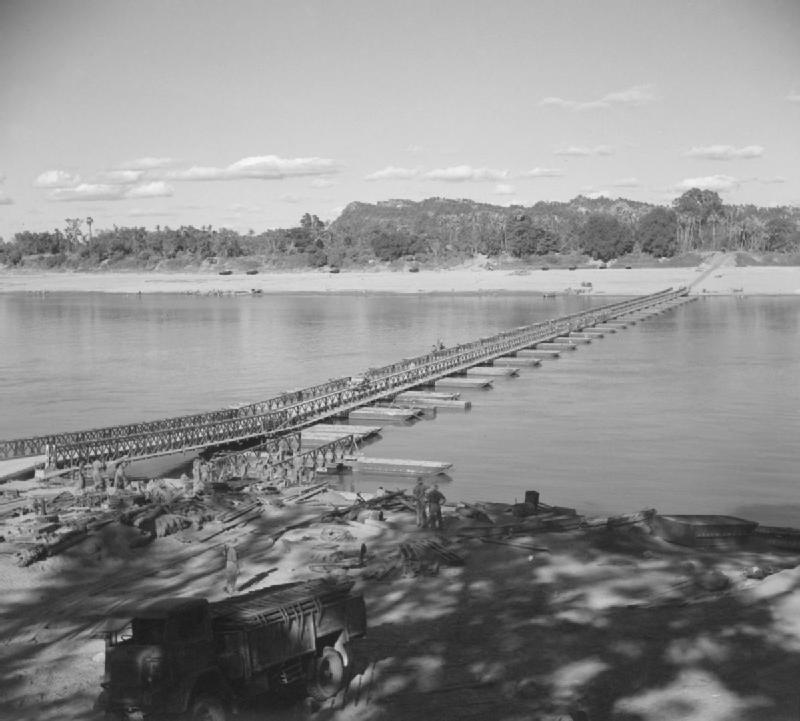
Міст Бейлі (1944)

## Населенні пункти
Басейн річки і її береги, за винятком верхньої течії, доволі густо заселенні. Найбільші населенні пункти (від витоку до гирла): Ньїту, Камті (Сінгкалінг-Камті), Таманті, Майнґве, Хомалін, Таунгдут, Паунгбін, Ауктаунг, Маулаїк, Калоуа, Мінгін, Кані, Алон, Монива, Ам'їн, Іесагє.